# Seven dirty words
 (février 2024).
Si vous disposez d'ouvrages ou d'articles de référence ou si vous connaissez des sites web de qualité traitant du thème abordé ici, merci de compléter l'article en donnant les références utiles à sa vérifiabilité et en les liant à la section « Notes et références ».

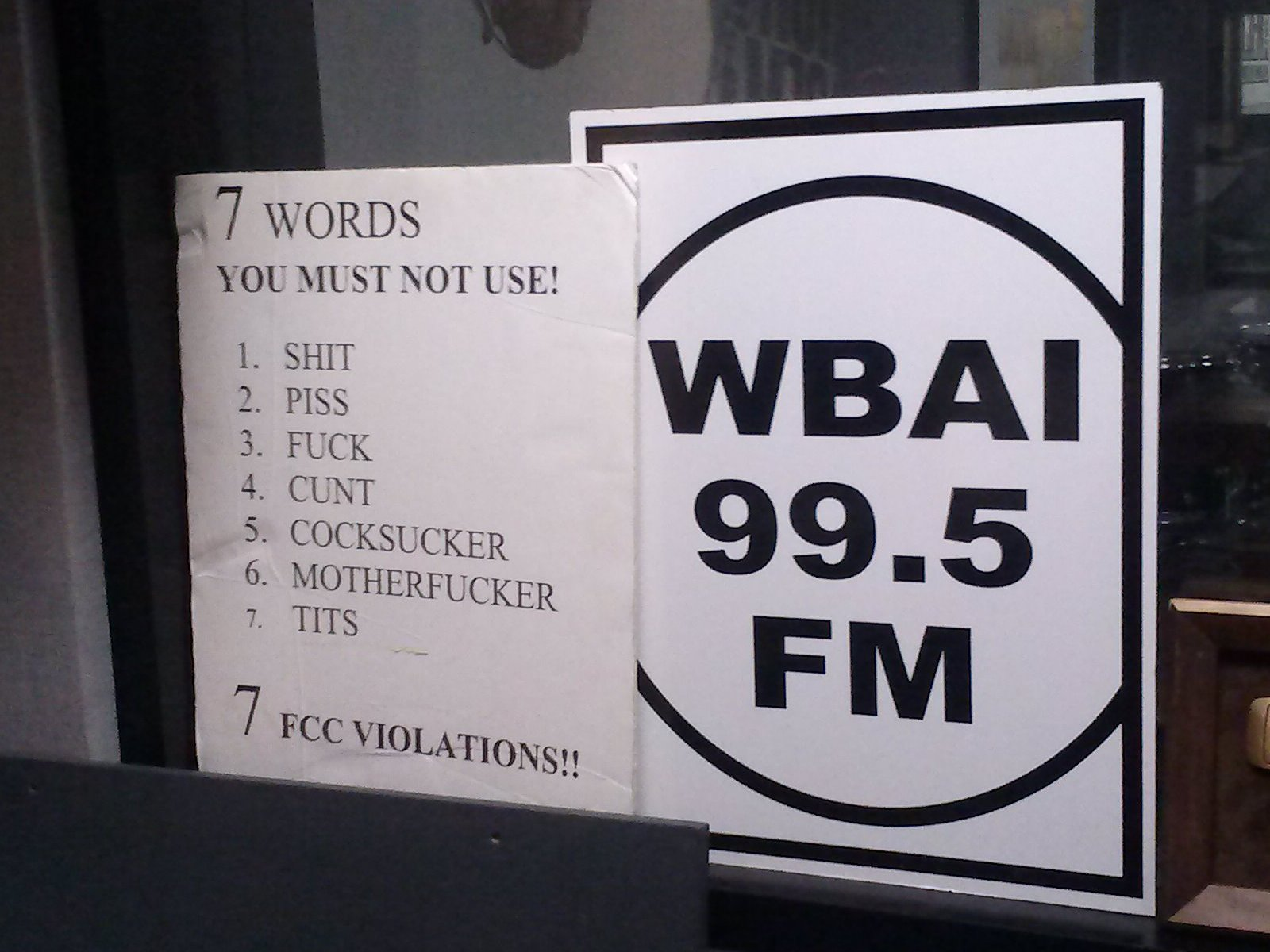
Affiche de la chaîne de radio WBAI rappelant les Seven Dirty Words.

Les seven dirty words (« sept gros mots ») sont sept mots de la langue anglaise que le comédien américain George Carlin a pour la première fois listés en 1972 dans son monologue « Seven Words You Can Never Say on Television » en français : « Les sept mots que vous ne pourrez jamais prononcer à la télévision ».
À cette époque, ces mots étaient considérés comme étant hautement inappropriés et inutilisables sur les ondes publiques aux États-Unis, à la radio comme à la télévision. De ce fait, ces mots étaient censurés au moyen d'un signal sonore. À noter qu'il ne s'agit pas d'une liste officielle et complète.
Néanmoins, une émission de radio contenant ces mots a conduit à une décision de la Cour suprême des États-Unis dans l'affaire FCC v. Pacifica Foundation, qui a aidé à définir dans quelle mesure le gouvernement fédéral pouvait réglementer le discours à la télévision et à la radio aux États-Unis.

## Les mots
Les sept mots sont dans l'ordre où Carlin les liste , :
- Shit : merde
- Piss : pisser
- Fuck : baiser
- Cunt : con
- Cocksucker : suceur de bite
- Motherfucker : enculé (littéralement « niqueur de mère »)
- Tits : nichons